# Blaesoxipha minima
Blaesoxipha minima är en tvåvingeart som först beskrevs av Boris Borisovitsch Rohdendorf 1937.  Blaesoxipha minima ingår i släktet Blaesoxipha och familjen köttflugor.
Artens utbredningsområde är Kazakstan. Inga underarter finns listade i Catalogue of Life.